# Mačkovac (Federacja Bośni i Hercegowiny)
Mačkovac – wieś w Bośni i Hercegowinie, w Federacji Bośni i Hercegowiny, w kantonie środkowobośniackim, w gminie Gornji Vakuf-Uskoplje. W 2013 roku pozostawała niezamieszkana.